# VOLVO PUNK E.P
『VOLVO PUNK E.P』（ボルボパンク・イーピー）は、ゼリ→の7枚目のシングル。2003年2月20日に発売。発売元はVELVET SNOOZER。

## 解説
- 両足骨折の重傷を負ったヤフミ及びゼリ→の復活ツアーである'03 TOUR VOLVO PUNKの会場限定販売CD。自主インディーズレーベル「VELVET SNOOZER」設立後、新生ゼリ→の初の楽曲。完売後は廃盤となっていたが2021年から配信が開始された。

## 収録曲
1. Freedom will be there
（作詞：ヤフミ/作曲：カズキ）
2. 小便と巡回公園管理人
（作詞：ヤフミ/作曲：カズキ）
3. VELVET SNOOZER
（作詞：ヤフミ/作曲：ユータロー）
4. 半分小学生
（作詞：ヤフミ/作曲：カズキ）
5. I WANNA BE CRAZY
（作詞・作曲：ヤフミ）
6. VOLVO PUNK
（作詞：ヤフミ/作曲：カズキ）

| スタブアイコン | サブスタブ | この項目は、まだ閲覧者の調べものの参照としては役立たない、シングルに関連した書きかけの項目です。この項目を加筆・訂正などしてくださる協力者を求めています（P:音楽/PJ:楽曲）。 |